# Ametlla de Merola
Ametlla de Merola es un núcleo de 190 habitantes (2022)  situado a orillas del río Llobregat, en la vertiente meridional de la comarca del Berguedá, en el término municipal de Puig-reig (Barcelona). Se originó como colonia industrial textil en el último tercio del siglo XIX y su conjunto arquitectónico está incluido en el Inventario del Patrimonio Arquitectónico de Cataluña.

## Descripción
La tipología urbanística de Ametlla de Merola es diferente de la de las demás colonias del Alto Llobregat. Las casas son unifamiliares, de dos pisos de altura, orientadas en calles y formando plazoletas -plaza de la Iglesia, plaza del Mercado, plaza del Cine... - muy cerca de la antigua fábrica. Este tipo de construcción se explica por la situación especial del terreno en un llano que posibilitó la edificación de estas casas unifamiliares y de dos pisos con una distribución casi de forma geométrica. Era una colonia completa que disponía de farmacia, cine, teatro, café, tiendas, caja de ahorros, etc.

## Historia

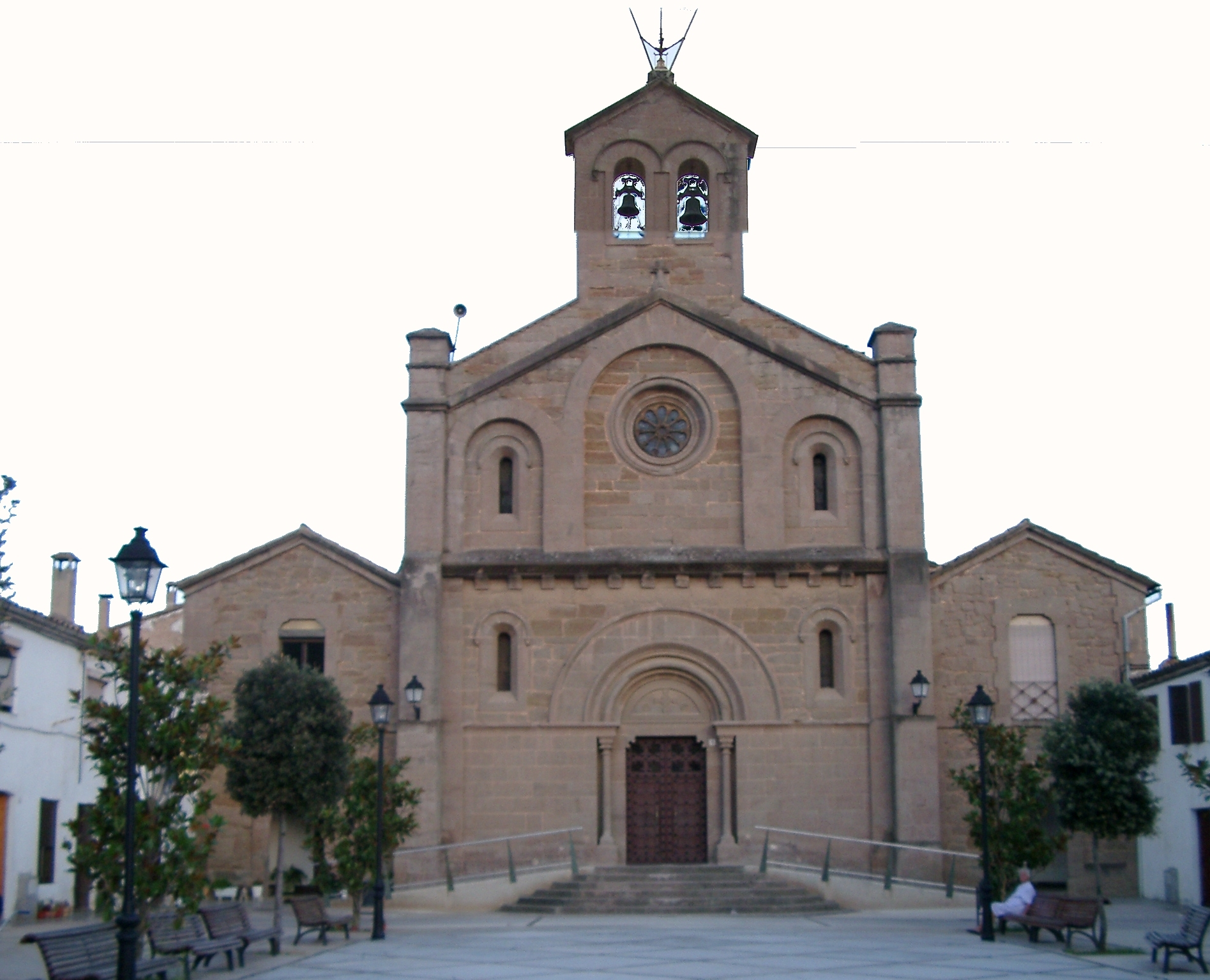
Iglesia de la colonia textil.

El origen de Ametlla de Merola se remonta al año 1832, cuando se instaló una pequeña fábrica de máquinas de cardar en el molino de Josep Comas Ametlla. Esta incipiente actividad económica coincide en la época en la que la industria textil arrancaba en Cataluña. Josep Comas Ametlla, más conocido como Josep Ametlla, era bastante conocido en las cercanías como propietario del Mas Ametlla de Caserras lo cual, junto con la pertenencia del molino al término parroquial de Merola, dio nombre a la colonia . En 1854 Josep Comas Ametlla vende el molino a un empresario de Balsareny, Francesc Sunyer Enric. La muerte de este antes de terminar el proyecto hizo que Pere Cruells, su albacea, acabara construyendo una fábrica de hilar y tejer.
Pero no es hasta el año 1864 cuando nace propiamente la colonia, cuando Mateu Serra Tauran compró los terrenos y la fábrica a Pere Cruells e inició la ampliación de esta y la construcción del canal y la Calle Vieja. Las obras para la construcción de la colonia de Ametlla de Merola se llevaron a cabo entre 1864 y 1871. En 1870 la fábrica ya empieza a funcionar y se completa su construcción en 1873 . En 1878 ya trabajaban en la colonia textil quinientas personas. En aquellos momentos había 90 pisos y la Casa de las Chicas con cabida para 150 personas, comedor, cocina y dormitorios. Además, entre 1875 y 1882 se construyó la iglesia. Primero el cura, y desde 1884 maestros seglares, se encargan de la escuela de los niños. Las Hermanas Dominicas de la Anunciata del Padre Coll llegan en 1887 para hacerse cargo de la enseñanza de las niñas y de la residencia de las chicas trabajadoras. De esta forma el dueño va convirtiendo lo que era una zona virgen en un pueblo como tal, dotado de servicios (tienda, teatro, café...) hasta la actualidad. Toda la colonia se irá construyendo progresivamente a partir del año 1880 . La última zona construida fue la calle Montserrat en 1928.